# Bordj Omar Driss
Bordj Omar Driss (em árabe: برج عمار إدريس) é uma cidade e comuna localizada na província de Illizi, Argélia. De acordo com o censo de 2008, a população total da cidade era de 5 736 habitantes.